# シャコピー
シャコピー（Shakopee）は、アメリカ合衆国ミネソタ州の都市。
スコット郡の郡庁所在地である。人口は4万3698人（2020年）。ミネアポリスの南西30キロメートル、ミネソタ川の南岸に位置している。

## 歴史
町の歴史は古く、1851年に村として法人化した。地名はアメリカ先住民の酋長の名前から来ている。意味は「6人の子供」である。ミネソタ川の河川港に隣接して鉄道駅があり、地域の農作物の輸送拠点として発展した。1870年に市に昇格した。
川岸に粘土の採掘場があり、レンガ製造工場が開業した。市街地にはレンガ造りの商店が建ち並んだ。しかし、水運と鉄道の衰退に合わせて市の経済活動は長い停滞期に入った。
ミネアポリスはミネソタ川の対岸にあるため、川が道路交通の障害になった。1927年に暫定的な橋が建設されたが、水面上だけの橋で河原は地上の道路だったため川が増水すると水没した。川幅2キロメートル近いミネソタ川に橋を掛けるには巨額の資金が必要であり、市の予算では不可能だった。市はミネアポリス・セントポール都市圏の発展から取り残された。しかし、1996年にアメリカ国道169号線のルート変更に伴いシャコピーの近くにハイウェイの橋が建設され、道路交通が劇的に改善された。シャコピーの人口は10年間で約2倍になった。

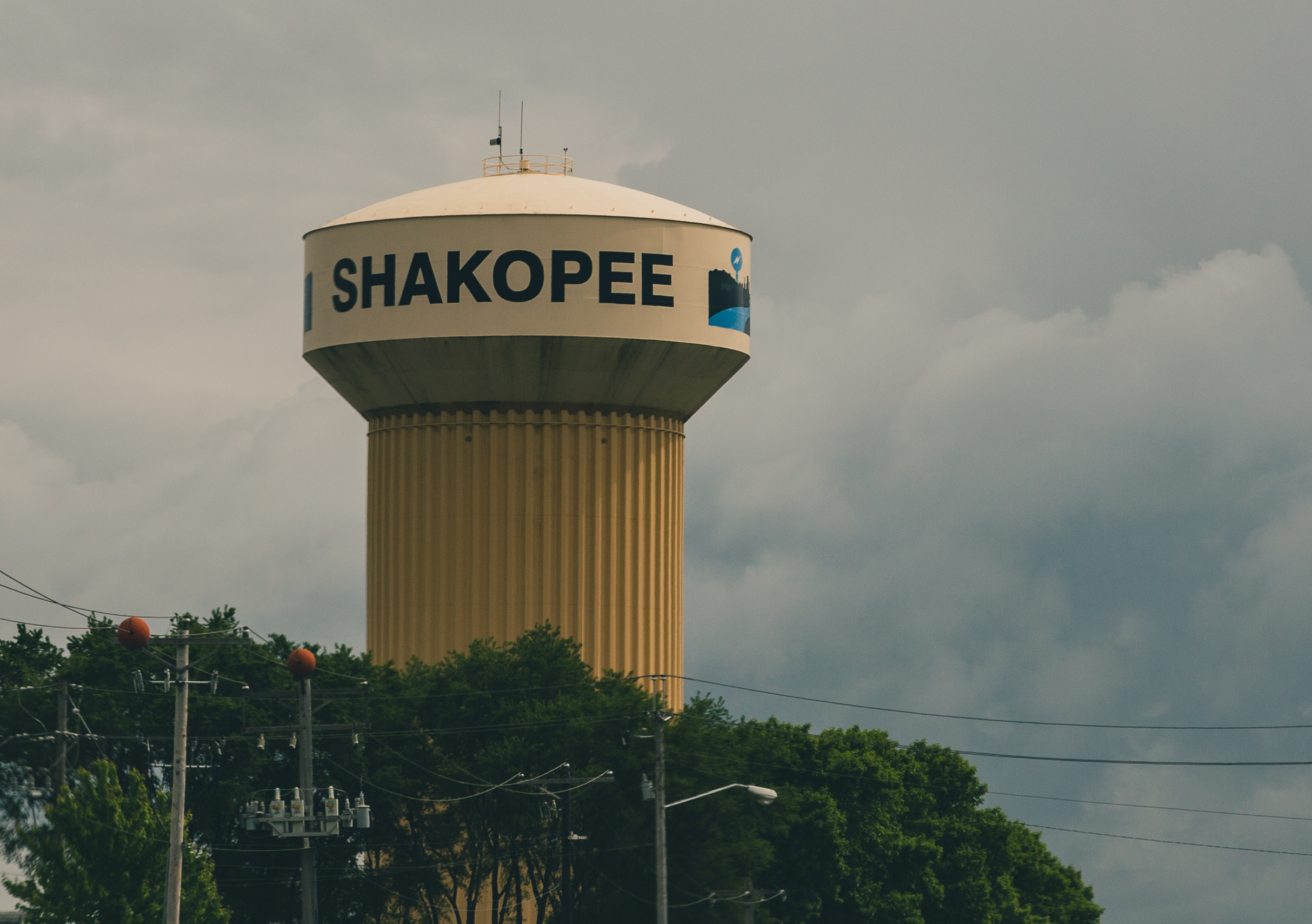
給水塔